# Нејтан Бернс
Нејтан Бернс (7. мај 1988) аустралијски је фудбалер.

## Репрезентација
За репрезентацију Аустралије дебитовао је 2007. године. За национални тим одиграо је 18 утакмица и постигао 1 гол.

## Статистика
| Аустралија | Аустралија | Аустралија |
| Год.       | Ута.       | Гол.       |
| ---------- | ---------- | ---------- |
| 2007       | 1          | 0          |
| 2008       | 1          | 0          |
| 2009       | 0          | 0          |
| 2010       | 2          | 0          |
| 2011       | 3          | 0          |
| 2012       | 0          | 0          |
| 2013       | 0          | 0          |
| 2014       | 0          | 0          |
| 2015       | 11         | 1          |
| Укупно     | 18         | 1          |